# Bienenjagende Knotenwespe
Die Bienenjagende Knotenwespe (Cerceris rybyensis) ist ein Hautflügler aus der Familie der Crabronidae. Die Art ist nicht gefährdet.

## Merkmale
Die Bienenjagende Knotenwespe erreicht eine Körperlänge von 8 bis 12 Millimetern (Weibchen) bzw. 6 bis 10 Millimetern (Männchen) und ist damit kleiner als die ähnliche Sandknotenwespe (Cerceris arenaria). Ihr Hinterleib ist sehr variabel gemustert und besitzt mehrere komplett schwarze und mehrere gelb gefleckte Segmente.
Das zweite Tergit ist basal gelb, das dritte Segment ist gelb und trägt mittig ein schwarzes Dreieck, das vierte ist nur wenig bis gar nicht gelb gefärbt. Die Beine sind basal schwarz, ab der Mitte der Femora (Schenkel) sind sie gelb. Die Art kann mit Cerceris sabulosa und Cerceris hortivaga verwechselt werden.

## Vorkommen
Die Art ist von Nordafrika über Europa bis nach Japan verbreitet. Sie ist in Mitteleuropa fast überall und häufig zu finden. Sie lebt wie die ähnliche Sandknotenwespe in offenen und sandigen Lebensräumen sowie auf lehm- und lösshaltigen Böden und auch im Siedlungsgebiet. Die Tiere fliegen in einer Generation von Anfang Juni bis Mitte September.

## Lebensweise

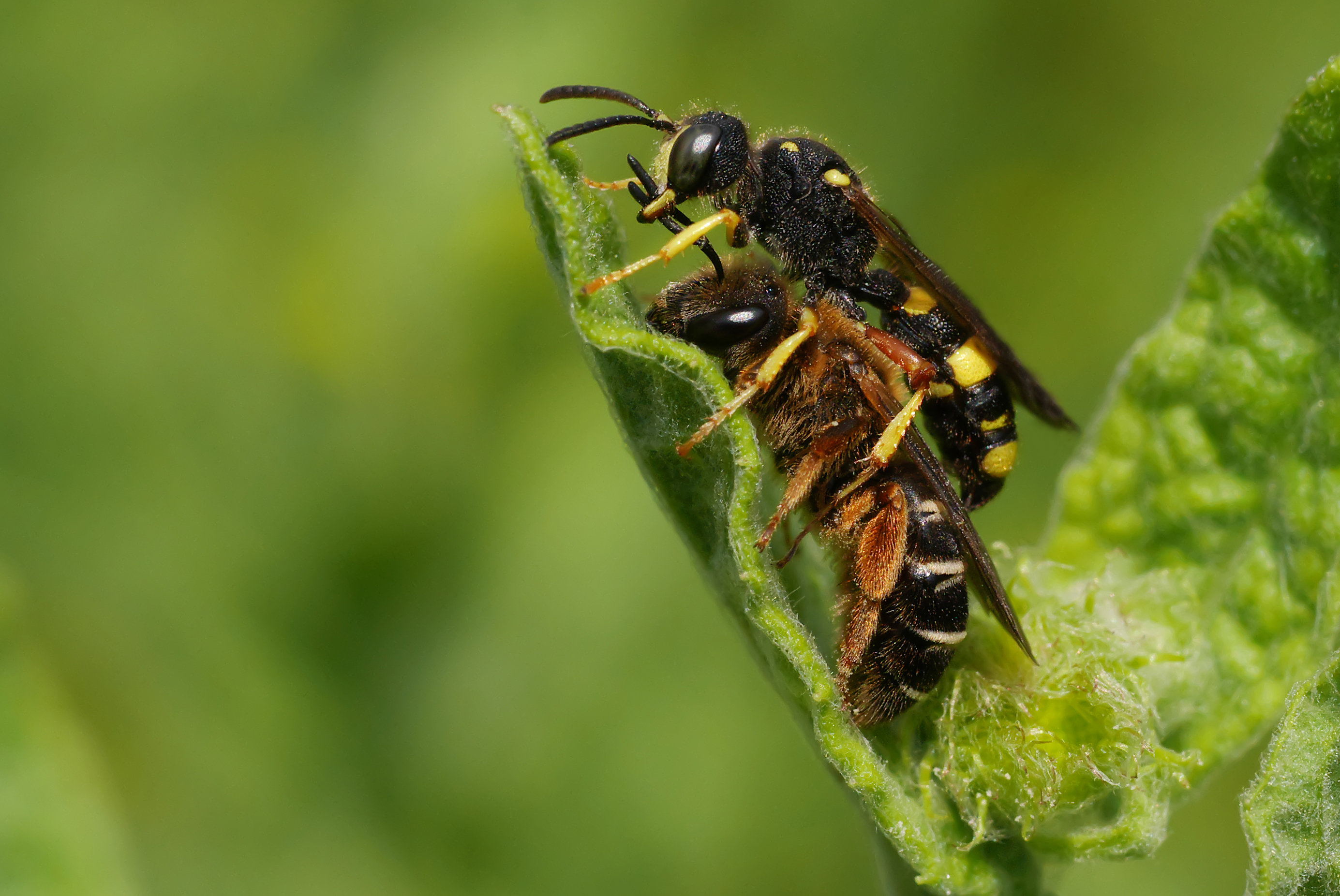
Bienenjagende Knotenwespe mit erbeuteter Biene

Die Art ernährt ihre Larven von Bienen der Gattungen Halictus, Lasioglossum (Furchenbienen), Andrena (Sandbienen) oder Panurgus (Zottelbienen). Häufig werden die Nester nahe am Nest der Beutetiere in Kolonien angelegt. Der 10 bis 15 Zentimeter lange Hauptgang führt zunächst steil abwärts, dann horizontal und endet in einer Zelle, von der bis zu sieben weitere Zellen abgehen können. Um die Öffnung des Nests wird ein Hügel mit Aushub angehäuft.
Die Bienenjagende Knotenwespe wird von der Sand-Goldwespe (Hedychrum nobile) und Hedychrum gestäckeri sowie von Trabantenfliegen aus der Unterfamilie Miltogramminae parasitiert.